# Кіровоградська обласна філармонія
Кіровоградська філармонія — обласна філармонія у місті Кропивницькому.

## Загальна інформація та історія
Заснована 1944 року. Спорудження власне концертного залу філармонії розпочалося восени 1954 року. Розробила проєкт будівлі філармонії інженер облсільгосппроєкту Лідія Федорівна Крейтор. Вже у листопаді було закінчено кладку стін, і майже увесь наступний рік йшли важливі внутрішні оздоблювальні роботи. Втіленням проєкту займалася бригада Володимира Анурова з обласного ремонтно-будівельного тресту, оздоблення стелі, карнизів, колон виконував скульптор-ліпняр Володимир Зайцев. 14 січня 1956 року відбулося відкриття концертного залу філармонії.
Будинок філармонії — ошатний, витриманий у чітких класичних лініях, примикає до Ковалівського парку. Сцена Кіровоградської філармонії стала першою в творчому житті виконавців Антоніни та Віталія Мареничів з популярного у 1970—1980-х роках Тріо Маренич, відомої сучасної російської артистки розмовного жанру Клари Новікової, декілька років у складі філармонічної групи «Контакт» працювали Ауріка Ротару та нині народний артист України Сергій Дьомін.
З 1998 року філармонія щорічно проводить фестиваль камерної музики «Травневі музичні зустрічі», у якому беруть участь провідні камерно-інструментальні та симфонічні колективи України. В сучасній філармонії проводять знамениті заходи, висвітлюють важливі події міста. Крім того, тут проводяться концерти колективів. Пишуть сценарії до різних заходів, музику, фонограми.
У ніч на 28 липня 2025 року російські окупанти атакували Кропивницький «шахедами». Внаслідок атаки вибуховою хвилею пошкоджено приміщення обласної філармонії.

## Колективи філармонії
При Кіровоградській обласній філармонії працюють такі колективи:
- Академічний театр музики, пісні і танцю «Зоряни» — створений у 1984 році. У 1988—1997 роках колектив очолював народний артист України Анатолій Михайлович Кривохижа. Творче амплуа «Зорян» — це ліричні, патріотичні, жартівливі народні та сучасні авторські пісні, сумні і запальні оркестрові мелодії, яскраві танці та музично-хореографічні композиції. У складі «Зорян» працює також хореографічно-танцювальна група;
- Ансамбль народної та сучасної музики «Єлисавет-ретро» — створений у 1992 році. У програмі ансамблю — українські народні пісні, естрадні пісні минулих років, інструментальні мелодії та пісні сучасних авторів, а також твори зарубіжної джазової музики;
- Камерний оркестр «Концертіно» — організований са́ме під такою назвою 1972 року заслуженим працівником культури України Юрієм Хілобоковим, пізніше очолюваний випускником Львівської державної консерваторії Наумом Кочком. Від 1995 року за ініціативою заслуженого діяча мистецтв України Геннадія Єрьоменка оркестр взяв назву на честь рідного міста «Єлисавет». А від 2006 року колективом керує Наталія Хілобокова — колективу було повернено первинну назву «Концертіно». У 2007 році колектив став дипломантом міжнародного фестивалю камерної музики «Амадей-2007». Протягом 2000-х років з колективом виступали всесвітньо відомі музиканти з Польщі, Японії, США, Австрії, Сінгапуру, Китаю. В рамках творчого проєкту «Наші земляки — майстри мистецтв» з колективом плідно співпрацює солістка Національної опери, народна артистка України Лідія Забіляста. У проєкті «Музичні вечори Остапа Шутка» оркестр формує програми та виступає з відомим українським скрипалем Остапом Шутком[4]. При Кіровоградській філармонії діє дитяча філармонія.

## Світлини
- Кіровоградська обласна філармонія

"Кіровоградська
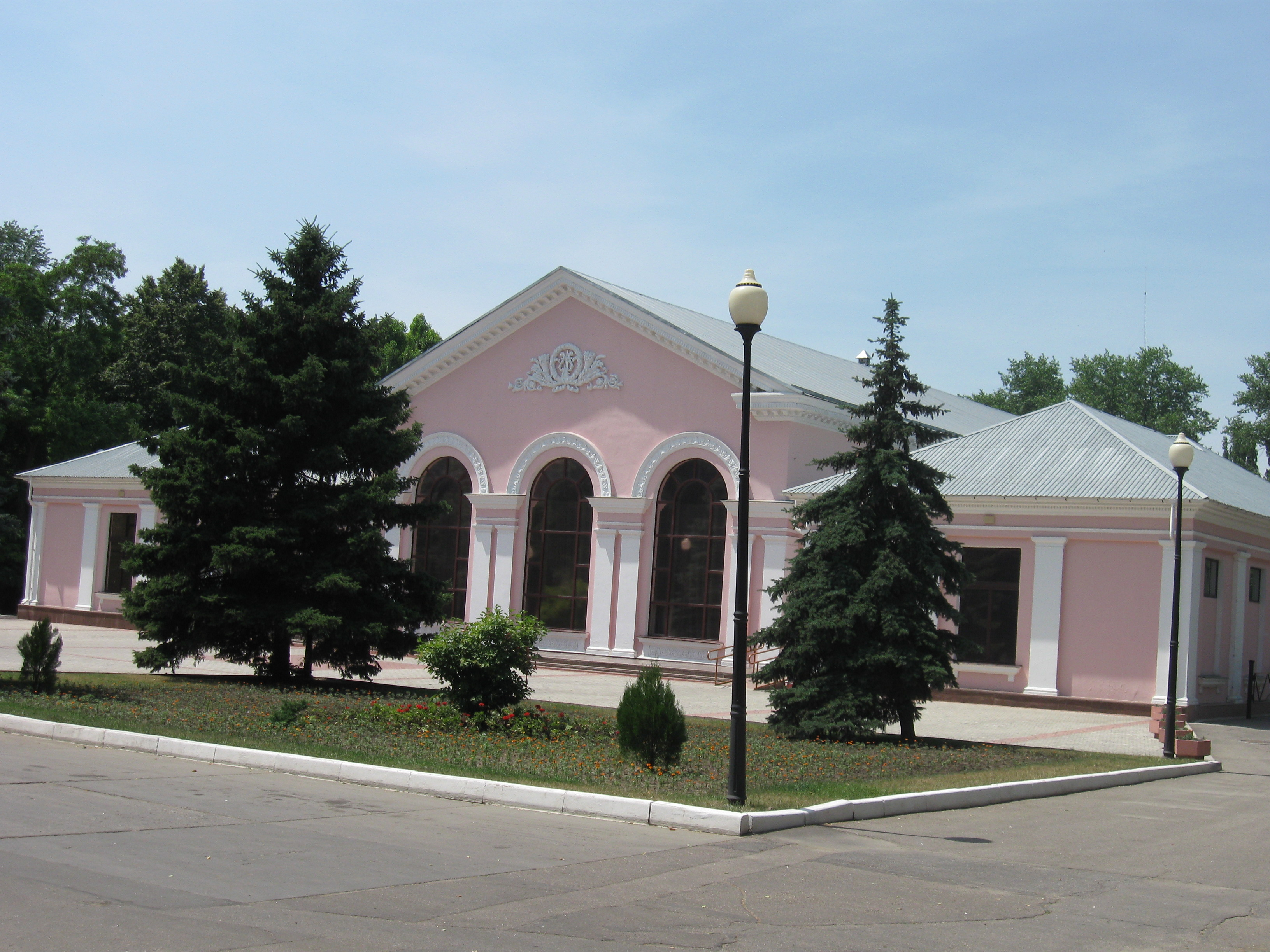
Червень 2009
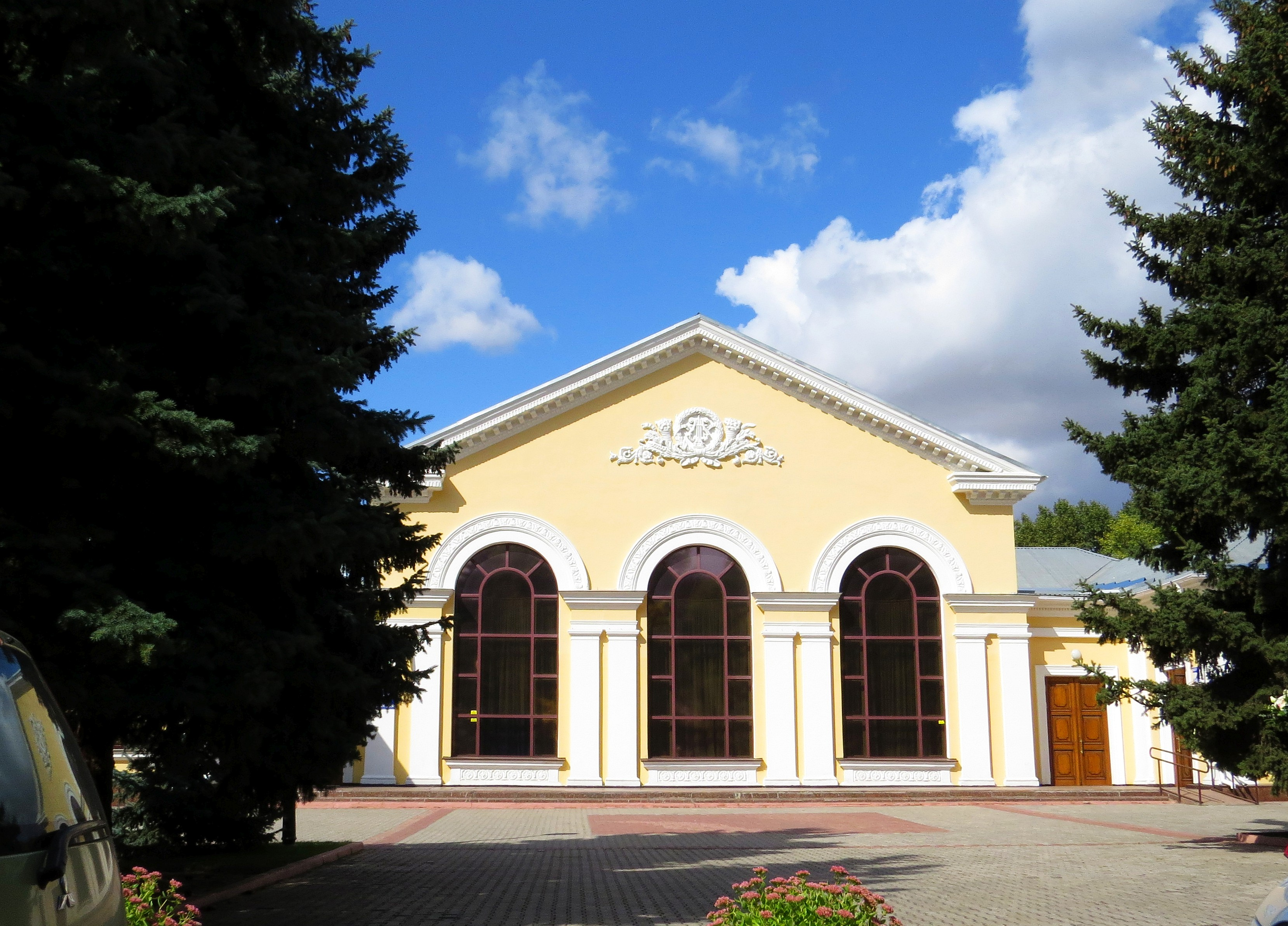
Вересень 2020